# E·S·罗素
爱德华·斯图尔特·罗素（英語：Edward Stuart Russell，常称为E·S·罗素，1887年3月25日—1954年8月24日）是一位苏格兰演化生物学家和生物学哲学家，毕业于格拉斯哥大學，1940–1943年间任倫敦林奈學會会长。